# Ōtama
Ōtama (japanska: 大玉村?, Ōtama-mura) är en landskommun (by) i Fukushima prefektur i Japan.  